# Marsilea megalomanica
Marsilea megalomanica là một loài dương xỉ trong họ Marsileaceae. Loài này được Launert mô tả khoa học đầu tiên năm 1970.
Danh pháp khoa học của loài này chưa được làm sáng tỏ. 